# Major League Baseball 2013
La stagione 2013 della Major League Baseball si è aperta il 31 marzo 2013 con la partita giocata tra gli Houston Astros e i Texas Rangers al Minute Maid Park di Houston.
Questa edizione ha introdotto una novità nella composizione delle due leghe: gli Houston Astros sono passati dalla National League Central Division all'American League West Division, andando così a comporre un quadro generale composto da sei divisioni da cinque squadre ciascuna.
L'All Star Game si è svolto il 16 luglio 2013 al Citi Field di New York e ha visto imporsi la selezione dell'American League su quella della National League per 3-0.
Al termine della stagione regolare il totale degli spettatori che hanno assistito alle partite ammontava a 74.026.895.
Le World Series 2013 sono state vinte dai Boston Red Sox per 4 partite a 2 sui St. Louis Cardinals, la franchigia del Massachusetts ha così conquistato l'ottavo titolo della propria storia.

## Regular Season

### American League

#### East Division
| # | Squadra           | Vittorie | Sconfitte | Perc. | Diff. |
| - | ----------------- | -------- | --------- | ----- | ----- |
| 1 | Boston Red Sox    | 97       | 65        | .599  | -     |
| 2 | Tampa Bay Rays    | 92       | 71        | .564  | 5.5   |
| 3 | Baltimore Orioles | 85       | 77        | .525  | 12.0  |
| 3 | New York Yankees  | 85       | 77        | .525  | 12.0  |
| 5 | Toronto Blue Jays | 74       | 88        | .457  | 23.0  |

#### Central Division
| # | Squadra            | Vittorie | Sconfitte | Perc. | Diff. |
| - | ------------------ | -------- | --------- | ----- | ----- |
| 1 | Detroit Tigers     | 93       | 69        | .574  | -     |
| 2 | Cleveland Indians  | 92       | 70        | .568  | 1.0   |
| 3 | Kansas City Royals | 86       | 76        | .531  | 7.0   |
| 4 | Minnesota Twins    | 66       | 96        | .407  | 27.0  |
| 5 | Chicago White Sox  | 63       | 99        | .389  | 30.0  |

#### West Division
| # | Squadra            | Vittorie | Sconfitte | Perc. | Diff. |
| - | ------------------ | -------- | --------- | ----- | ----- |
| 1 | Oakland Athletics  | 96       | 66        | .593  | -     |
| 2 | Texas Rangers      | 91       | 72        | .558  | 5.5   |
| 3 | Los Angeles Angels | 78       | 84        | .481  | 18.0  |
| 4 | Seattle Mariners   | 71       | 91        | .438  | 25.0  |
| 5 | Houston Astros     | 51       | 111       | .315  | 45.0  |

|  | Vincitore Division |
|  | Wild Card          |

### National League

#### East Division
| # | Squadra               | Vittorie | Sconfitte | Perc. | Diff. |
| - | --------------------- | -------- | --------- | ----- | ----- |
| 1 | Atlanta Braves        | 96       | 66        | .593  | -     |
| 2 | Washington Nationals  | 86       | 76        | .531  | 10.0  |
| 3 | New York Mets         | 74       | 88        | .457  | 22.0  |
| 4 | Philadelphia Phillies | 73       | 89        | .451  | 23.0  |
| 5 | Miami Marlins         | 62       | 100       | .383  | 34.0  |

#### Central Division
| # | Squadra             | Vittorie | Sconfitte | Perc. | Diff. |
| - | ------------------- | -------- | --------- | ----- | ----- |
| 1 | St. Louis Cardinals | 97       | 65        | .599  | -     |
| 2 | Pittsburgh Pirates  | 94       | 68        | .580  | 3.0   |
| 3 | Cincinnati Reds     | 90       | 72        | .556  | 7.0   |
| 4 | Milwaukee Brewers   | 74       | 88        | .457  | 23.0  |
| 5 | Chicago Cubs        | 66       | 96        | .407  | 31.0  |

#### West Division
| # | Squadra              | Vittorie | Sconfitte | Perc. | Diff. |
| - | -------------------- | -------- | --------- | ----- | ----- |
| 1 | Los Angeles Dodgers  | 92       | 70        | .568  | -     |
| 2 | Arizona Diamondbacks | 81       | 81        | .500  | 11.0  |
| 3 | San Diego Padres     | 76       | 86        | .469  | 16.0  |
| 3 | San Francisco Giants | 76       | 86        | .469  | 16.0  |
| 5 | Colorado Rockies     | 74       | 88        | .457  | 18.0  |

|  | Vincitore Division |
|  | Wild Card          |

### Record Individuali

#### American League
| Stat. | Giocatore       | Squadra            | Totale |
| ----- | --------------- | ------------------ | ------ |
| AVG   | Miguel Cabrera  | Detroit Tigers     | .348   |
| HR    | Chris Davis     | Baltimore Orioles  | 53     |
| RBI   | Chris Davis     | Baltimore Orioles  | 138    |
| R     | Mike Trout      | Los Angeles Angels | 109    |
| H     | Adrián Beltré   | Texas Rangers      | 199    |
| SB    | Jacoby Ellsbury | Boston Red Sox     | 52     |

| Stat. | Giocatore      | Squadra            | Totale |
| ----- | -------------- | ------------------ | ------ |
| W     | Max Scherzer   | Detroit Tigers     | 21     |
| L     | Lucas Harrell  | Houston Astros     | 17     |
| ERA   | Aníbal Sánchez | Detroit Tigers     | 2.57   |
| K     | Yū Darvish     | Texas Rangers      | 277    |
| IP    | James Shields  | Kansas City Royals | 228 ⅔  |
| SV    | Jim Johnson    | Baltimore Orioles  | 50     |

#### National League
| Stat. | Giocatore        | Squadra                        | Totale |
| ----- | ---------------- | ------------------------------ | ------ |
| AVG   | Michael Cuddyer  | Colorado Rockies               | .331   |
| HR    | Pedro Álvarez    | Pittsburgh Pirates             | 36     |
| HR    | Paul Goldschmidt | Arizona Diamondbacks           | 36     |
| RBI   | Paul Goldschmidt | Arizona Diamondbacks           | 125    |
| R     | Matt Carpenter   | St. Louis Cardinals            | 126    |
| H     | Matt Carpenter   | St. Louis Cardinals            | 199    |
| SB    | Eric Young       | Colorado Rockies New York Mets | 46     |

| Stat. | Giocatore         | Squadra              | Totale |
| ----- | ----------------- | -------------------- | ------ |
| W     | Adam Wainwright   | St. Louis Cardinals  | 19     |
| W     | Jordan Zimmermann | Washington Nationals | 19     |
| L     | Edwin Jackson     | Chicago Cubs         | 18     |
| ERA   | Clayton Kershaw   | Los Angeles Dodgers  | 1.83   |
| K     | Clayton Kershaw   | Los Angeles Dodgers  | 232    |
| IP    | Adam Wainwright   | St. Louis Cardinals  | 241 ⅔  |
| SV    | Craig Kimbrel     | Atlanta Braves       | 50     |

## Post Season

### Tabellone
|  | Division Series | Division Series     | Division Series     |                     |                   | League Championship Series | League Championship Series | League Championship Series |  |  | World Series | World Series   | World Series |
|  |                 |                     |                     |                     |                   |                            |                            |                            |  |  |              |                |              |
|  | 1               | Boston Red Sox      | 3                   |                     |                   |                            |                            |                            |  |  |              |                |              |
|  | 5               | Tampa Bay Rays      | 1                   |                     |                   |                            |                            |                            |  |  |              |                |              |
|  | 5               | Tampa Bay Rays      | 1                   |                     | 1                 | Boston Red Sox             | 4                          |                            |  |  |              |                |              |
|  | American League |                     |                     |                     | 1                 | Boston Red Sox             | 4                          |                            |  |  |              |                |              |
|  |                 | 3                   | Detroit Tigers      | 2                   |                   |                            |                            |                            |  |  |              |                |              |
|  | 2               | 3                   | Detroit Tigers      | 2                   | Oakland Athletics | 2                          |                            |                            |  |  |              |                |              |
|  | 2               |                     |                     |                     | Oakland Athletics | 2                          |                            |                            |  |  |              |                |              |
|  | 3               | Detroit Tigers      | 3                   |                     |                   |                            |                            |                            |  |  |              |                |              |
|  |                 |                     |                     |                     |                   |                            |                            |                            |  |  | AL1          | Boston Red Sox | 4            |
|  |                 |                     | NL1                 | St. Louis Cardinals | 2                 |                            |                            |                            |  |  |              |                |              |
|  | 1               | St. Louis Cardinals | 3                   |                     |                   |                            |                            |                            |  |  |              |                |              |
|  | 4               | Pittsburgh Pirates  | 2                   |                     |                   |                            |                            |                            |  |  |              |                |              |
|  | 4               | Pittsburgh Pirates  | 2                   |                     | 1                 | St. Louis Cardinals        | 4                          |                            |  |  |              |                |              |
|  | National League |                     |                     |                     | 1                 | St. Louis Cardinals        | 4                          |                            |  |  |              |                |              |
|  |                 | 3                   | Los Angeles Dodgers | 2                   |                   |                            |                            |                            |  |  |              |                |              |
|  | 2               | 3                   | Los Angeles Dodgers | 2                   | Atlanta Braves    | 1                          |                            |                            |  |  |              |                |              |
|  | 2               |                     |                     |                     | Atlanta Braves    | 1                          |                            |                            |  |  |              |                |              |
|  | 3               | Los Angeles Dodgers | 3                   |                     |                   |                            |                            |                            |  |  |              |                |              |

### Wild Card Game

#### American League
| Squadra                                         | 1 | 2 | 3 | 4 | 5 | 6 | 7 | 8 | 9 | R | H | E |
| ----------------------------------------------- | - | - | - | - | - | - | - | - | - | - | - | - |
| Tampa Bay Rays                                  | 0 | 0 | 1 | 2 | 0 | 0 | 0 | 0 | 1 | 4 | 8 | 0 |
| Cleveland Indians                               | 0 | 0 | 0 | 0 | 0 | 0 | 0 | 0 | 0 | 0 | 9 | 1 |
| 02/10/2013 Progressive Field in Cleveland, Ohio |   |   |   |   |   |   |   |   |   |   |   |   |

#### National League
| Squadra                                         | 1 | 2 | 3 | 4 | 5 | 6 | 7 | 8 | 9 | R | H  | E |
| ----------------------------------------------- | - | - | - | - | - | - | - | - | - | - | -- | - |
| Cincinnati Reds                                 | 0 | 0 | 0 | 1 | 0 | 0 | 0 | 1 | 0 | 2 | 6  | 0 |
| Pittsburgh Pirates                              | 0 | 2 | 1 | 2 | 0 | 0 | 1 | 0 | - | 6 | 14 | 0 |
| 01/10/2013 PNC Park in Pittsburgh, Pennsylvania |   |   |   |   |   |   |   |   |   |   |    |   |

### Division Series
American League
| Data                                | Squadra di casa | Squadra ospite | Ris. |
| ----------------------------------- | --------------- | -------------- | ---- |
| 04/10                               | Boston Red Sox  | Tampa Bay Rays | 12-2 |
| 05/10                               | Boston Red Sox  | Tampa Bay Rays | 7-4  |
| 07/10                               | Tampa Bay Rays  | Boston Red Sox | 5-4  |
| 08/10                               | Tampa Bay Rays  | Boston Red Sox | 1-3  |
| Boston Red Sox vincono la serie 3-1 |                 |                |      |

| Data                                | Squadra di casa   | Squadra ospite    | Ris. |
| ----------------------------------- | ----------------- | ----------------- | ---- |
| 04/10                               | Oakland Athletics | Detroit Tigers    | 2-3  |
| 05/10                               | Oakland Athletics | Detroit Tigers    | 1-0  |
| 07/10                               | Detroit Tigers    | Oakland Athletics | 3-6  |
| 08/10                               | Detroit Tigers    | Oakland Athletics | 8-6  |
| 10/10                               | Oakland Athletics | Detroit Tigers    | 0-3  |
| Detroit Tigers vincono la serie 3-2 |                   |                   |      |

National League
| Data                                     | Squadra di casa     | Squadra ospite      | Ris. |
| ---------------------------------------- | ------------------- | ------------------- | ---- |
| 03/10                                    | St. Louis Cardinals | Pittsburgh Pirates  | 9-1  |
| 04/10                                    | St. Louis Cardinals | Pittsburgh Pirates  | 1-7  |
| 06/10                                    | Pittsburgh Pirates  | St. Louis Cardinals | 5-3  |
| 07/10                                    | Pittsburgh Pirates  | St. Louis Cardinals | 1-2  |
| 09/10                                    | St. Louis Cardinals | Pittsburgh Pirates  | 6-1  |
| St. Louis Cardinals vincono la serie 3-2 |                     |                     |      |

| Data                                     | Squadra di casa     | Squadra ospite      | Ris. |
| ---------------------------------------- | ------------------- | ------------------- | ---- |
| 03/10                                    | Atlanta Braves      | Los Angeles Dodgers | 1-6  |
| 04/10                                    | Atlanta Braves      | Los Angeles Dodgers | 4-3  |
| 06/10                                    | Los Angeles Dodgers | Atlanta Braves      | 13-6 |
| 07/10                                    | Los Angeles Dodgers | Atlanta Braves      | 4-3  |
| Los Angeles Dodgers vincono la serie 3-1 |                     |                     |      |

### League Championship Series
American League
| Data                                | Squadra di casa | Squadra ospite | Ris. |
| ----------------------------------- | --------------- | -------------- | ---- |
| 12/10                               | Boston Red Sox  | Detroit Tigers | 0-1  |
| 13/10                               | Boston Red Sox  | Detroit Tigers | 6-5  |
| 15/10                               | Detroit Tigers  | Boston Red Sox | 0-1  |
| 16/10                               | Detroit Tigers  | Boston Red Sox | 7-3  |
| 17/10                               | Detroit Tigers  | Boston Red Sox | 3-4  |
| 19/10                               | Boston Red Sox  | Detroit Tigers | 5-2  |
| Boston Red Sox vincono la serie 4-2 |                 |                |      |

National League
| Data                                     | Squadra di casa     | Squadra ospite      | Ris. |
| ---------------------------------------- | ------------------- | ------------------- | ---- |
| 11/10                                    | St. Louis Cardinals | Los Angeles Dodgers | 3-2  |
| 12/10                                    | St. Louis Cardinals | Los Angeles Dodgers | 1-0  |
| 14/10                                    | Los Angeles Dodgers | St. Louis Cardinals | 3-0  |
| 15/10                                    | Los Angeles Dodgers | St. Louis Cardinals | 2-4  |
| 16/10                                    | Los Angeles Dodgers | St. Louis Cardinals | 6-4  |
| 18/10                                    | St. Louis Cardinals | Los Angeles Dodgers | 9-0  |
| St. Louis Cardinals vincono la serie 4-2 |                     |                     |      |

### World Series
| Data                                | Squadra di casa     | Squadra ospite      | Ris. |
| ----------------------------------- | ------------------- | ------------------- | ---- |
| 23/10                               | Boston Red Sox      | St. Louis Cardinals | 8-1  |
| 24/10                               | Boston Red Sox      | St. Louis Cardinals | 2-4  |
| 26/10                               | St. Louis Cardinals | Boston Red Sox      | 5-4  |
| 27/10                               | St. Louis Cardinals | Boston Red Sox      | 2-4  |
| 28/10                               | St. Louis Cardinals | Boston Red Sox      | 1-3  |
| 30/10                               | Boston Red Sox      | St. Louis Cardinals | 6-1  |
| Boston Red Sox vincono la serie 4-2 |                     |                     |      |

## Premi
- Miglior giocatore della Stagione

|    | Giocatore        | Squadra            |
| -- | ---------------- | ------------------ |
| AL | Miguel Cabrera   | Detroit Tigers     |
| NL | Andrew McCutchen | Pittsburgh Pirates |

- Rookie dell'anno

|    | Giocatore      | Squadra        |
| -- | -------------- | -------------- |
| AL | Wil Myers      | Tampa Bay Rays |
| NL | José Fernández | Miami Marlins  |

- Miglior giocatore delle World Series

| Giocatore   | Squadra        |
| ----------- | -------------- |
| David Ortiz | Boston Red Sox |